# Unifoucho
Unifoucho är en kulle i Mikronesiens federerade stater. Den ligger i kommunen Paata-Tupunion och delstaten Chuuk, i den västra delen av landet, 700 km väster om huvudstaden Palikir. Toppen på Unifoucho är 174 meter över havet.